# Kommunista kiáltvány
A Kommunista Párt kiáltványa vagy röviden Kommunista kiáltvány (németül Manifest der Kommunistischen Partei) Karl Marx és Friedrich Engels közös munkája, végső megszövegezését tekintve Marx műve, amely 1848. február végén jelent meg névtelenül, a titkos nemzetközi szervezetként működő Kommunisták Szövetsége hivatalos pártprogramjaként. Előzményei közé tartozik Engels két írása, „A kommunista hitvallás tervezete”, illetve „A kommunizmus alapelvei”, melyek a Kommunisták Szövetségének vitaanyagaként születtek meg. A szövetség 1847. november 30-tól december 8-ig ülésező II. kongresszusa megbízta Marxot és Engelst programadó dokumentumának kiáltvány formában való megírásával. Marx halogatta a rá váró végleges formába öntést, és csak a londoni vezetőség erélyes sürgetésére kezdett neki a mű megírásának, amely mindössze körülbelül három hét alatt született meg.
Megjelenése után a kommunisták körein kívül nem váltott ki szinte semmilyen visszhangot, az 1848-as forradalmakra nem volt kimutatható hatással. Felívelő pályafutása az I. Internacionálé és a Párizsi Kommün után kezdődött, s az 1917-es októberi orosz forradalommal vett újabb lendületet. A náci Németország idején betiltották, sőt nyilvánosan elégették. Ismertségének tetőpontját a második világháború után érte el, amikortól a világ sok országában a történelmi műveltség fontos elemének ismerték el, és több országban is kötelező iskolai tananyaggá vált. A 2008-ban kirobbant gazdasági világválság óta újra megnövekedett iránta az érdeklődés, számos új kiadása és fordítása látott napvilágot. Összességében ez a kiáltvány a politikatörténet legnagyobb hatású és legismertebb szövegei közé tartozik és a kapitalizmus fejlődési irányait nagy előrelátással megírt elemző műnek lehet tekinteni.
Keletkezése óta sok tekintetben jelentősen elavult, ami főleg a konkrét történelmi helyzetleírásokra vonatkozik – ezt már annak idején maguk a szerzők is önkritikusan elismerték –, ugyanakkor történetbölcseleti lényege, a kapitalizmus szükségszerű bukásának korszakokon átívelő történelmi előrejelzése, egyre több szerző szerint nehezen kétségbe vonható aktualitással bír, bár van olyan ellenvélemény is ami szerint sajnálatos volt egyáltalán megírni is.
A Kiáltványt tekintik a történelmi materializmus első kiérlelt, rövidsége ellenére teljességre törekvő dokumentumának. Ebben a szerzők az emberiség írott történelmére mint az osztálytársadalmak történetére tekintenek. Nézetük szerint a történelem fő mozgatóereje az ellentétes érdekű társadalmi osztályok közötti kibékíthetetlen harc, az osztályharc. A kapitalizmus jelentősen leegyszerűsíti a társadalom osztályszerkezetét az uralkodó, kizsákmányoló burzsoáziára, illetve az elnyomott, kizsákmányolt proletariátusra. A proletariátus történelmi küldetése, hogy uralkodó osztállyá szervezze magát, eltöröljön minden osztályt, minden kizsákmányolást, s megteremtse az osztályok és kizsákmányolás nélküli, igazi szabadságot megvalósító társadalmat, a kommunizmust. Ennek legfőbb mozzanata a termelőeszközök tőkés magántulajdonának az eltörlése, társadalmi tulajdonba vétele, majd társadalmi működtetése. Ez csak a polgári tulajdonviszonyokba való elkerülhetetlen, zsarnoki beavatkozás útján lehetséges. Marx és Engels számára 1848-ban még elképzelhetetlen volt egy békés politikai forradalom, ezért mint írják: „A kommunisták nem titkolják nézeteiket és szándékaikat. Nyíltan kijelentik, hogy céljaik csakis minden eddigi társadalmi rend erőszakos megdöntésével érhetők el. Reszkessenek az uralkodó osztályok egy kommunista forradalomtól.”
2013-ban a Kommunista kiáltványt regisztrálták az UNESCO A világ emlékezete programjába a Tőke I. kötetével együtt.

## A szerzőkről
Ez a kiáltvány Karl Marx és Friedrich Engels közös munkája, ami végső megszövegezését tekintve főleg Marx műve. A gazdag textilgyáros és a szegény középosztálybeli szerzőpáros 1844-ben találkozott Párizsban és életre szóló barátság alakult ki köztük. Engels így emlékezett erre vissza: „Amikor Marxot 1844 nyarán Párizsban meglátogattam, kiderült, hogy az elmélet minden területén tökéletesen egyetértünk, s ekkortól kezdődik közös munkánk.”
Kapcsolatuk egyébként már előtte azzal kezdődött, hogy felfigyeltek egymás megjelentetett munkáira. A szerzőpáros első közösen publikált műve: A német ideológia. 1847-ben az Igazak Szövetsége beolvadt a Kommunista Levelező Bizottságba és létrejött a Kommunisták Szövetsége és ennek kiáltványaként készítették el ezt az írást. A szövetség elnöke Marx lett és Engels pedig a párizsi irodát vezette. Az Európán végigsöprő 1848-as forradalmi légkört ki akarták használni mindketten, hogy az a kommunizmus győzelme lehessen, Engels még a Rajna-vidéki felkelésben is részt vett, de ezek a próbálkozások végül sorra elbuktak. Ezután Angliába kellett költözniük. Ott több művet publikáltak, aminek gazdasági alapját Engels jövedelme tette lehetővé. A legnagyobb szabású A tőke melynek csak első kötete látott napvilágot Marx életében, a további köteteket Engels rendezte sajtó alá és publikálta.

## Műfaja
China Miéville felhívja a figyelmet a mű kiáltvány műfajára. Szerinte a Kommunista kiáltvány a későbbi művészeti kiáltványok archetípusa. Mint írja, „a könyv minden, csak nem megfontoltan, óvatosan lefektetett tudományos tételek sorozata” s inkább retorikának kell tekinteni, mint történelmi állításnak. A szöveg prófétai, költői, melodramatikus és tragikus. Egyetértőleg idézi Julian Hanna véleményét, aki a kiáltványt „varázsigeként ... performatív beszédként/aktusként írja le, amely egy új valóságot próbál életre hívni”. Azt javasolja, hogy a kiáltványt, amely tele van dühvel és szarkazmussal, valamint ellenségei iránti csodálattal, hangosan kell olvasni, hogy kiélvezzük káromlásainak, ismétléseinek költészetét. „Az egyetlen észszerű módja a Kiáltvány – vagy bármi más – olvasásának az, ha olyan rugalmasak vagyunk, mint maga a szöveg. Egyszerre járjunk el megértőn és gyanakvó szigorral, megengedve a szürke területeket, a bizonytalanságokat és a jóhiszemű nézetkülönbségeket. Ami hiba és tévedés van benne, azt annak kell tekinteni, anélkül, hogy ebből azt a következtetést vonnánk le, hogy önmagában véve szükségszerűen végzetesen megsebezné a szöveget.”

## A kiáltvány tartalma
Az 1840-es években elkezdődött az a gyakorlat, hogy a kommunistákkal lehetett ijesztgetni az elégedetlenkedőket vagy akár a politikai aktorokat tevékenységük bírálataként lekommunistázni. A Kiáltvány célja az volt, hogy “a kommunizmus kísértetéről szóló mesékkel” szemben bemutassa a valós helyzetet. Megjelenése óta mára már bebizonyosodott, hogy a mű legtöbb megállapítását az idő nem igazolta. Mindazonáltal a kapitalizmus lényegére vonatkozó állításai még a jelenkorban is alapvetően helyesnek tekinthetőek. Mára a Kiáltvány politikai értelemben halott, de szelleme újra és újra kísért.

### Bevezetés
Umberto Eco a Kiáltvány stílusát elemző és méltató írásában a híres kezdőmondatot Ludwig van Beethoven 5. (c-moll) szimfónia nyitányának dobütéseihez hasonlítja:

„Kísértet járja be Európát – a kommunizmus kísértete. Szent hajszára szövetkezett e kísértet ellen a régi Európának minden hatalma: a pápa és a cár, Metternich és Guizot, francia radikálisok és német rendőrök.
Akad-e ellenzéki párt, amelyről kormányon levő ellenfelei nem híresztelték, hogy kommunista, akad-e ellenzéki párt, amelyik nem vágta vissza a kommunizmus megbélyegző vádját a haladottabb ellenzékieknek éppúgy, mint reakciós ellenfeleinek?
Ebből a tényből két dolog következik.
A kommunizmust immár az összes európai hatalmak hatalomnak ismerik el.
Legfőbb ideje, hogy a kommunisták az egész világ előtt nyíltan kifejtsék nézeteiket, céljaikat, törekvéseiket, és a kommunizmus kísértetéről szóló mesékkel magának a pártnak a kiáltványát állítsák szembe.”

– Karl Marx – Friedrich Engels 

### I. Burzsoák és proletárok
A Kommunista kiáltvány első fejezetében a történelmi materializmus legösszefüggőbb, leglényegretörőbb kifejtése található. Marx Hegel idealista dialektikáját és Feuerbach materializmusát egyesítve létrehozta a materialista dialektikát, és azt a történelemre alkalmazva kimutatja az emberi társadalmak fejlődését. Az ősközösség felbomlása utáni társadalmakat osztálytársadalmakként ábrázolja, amelyek fejlődésének legfontosabb szociológiai mozzanata minden korban az ellentétes érdekű osztályok közötti harc:

„Minden eddigi társadalom története osztályharcok története.
Szabad és rabszolga, patrícius és plebejus, báró és jobbágy, céhmester és mesterlegény, egyszóval: elnyomó és elnyomott folytonos ellentétben álltak egymással, szakadatlan, hol palástolt, hol nyílt harcot vívtak, olyan harcot, amely mindenkor az egész társadalom forradalmi átalakulásával vagy a harcban álló osztályok közös pusztulásával végződött.
A történelem korábbi korszakaiban majdnem mindenütt a társadalomnak különböző rendekre való teljes tagoltságát, a társadalmi állások sokféle fokozatát látjuk. Az ókori Rómában patríciusok, lovagok, plebejusok, rabszolgák; a középkorban hűbérurak, hűbéresek, céhmesterek, mesterlegények, jobbágyok, s ezenkívül még ezeknek az osztályoknak majd mindegyikében ismét külön fokozatok vannak.
A hűbéri társadalom pusztulásából keletkezett modern polgári társadalom nem szüntette meg az osztályellentéteket. Csak új osztályokkal, az elnyomás új feltételeivel, a harc új formáival cserélte fel a régieket.
A mi korszakunkat, a burzsoázia korszakát azonban az jellemzi, hogy egyszerűsítette az osztályellentéteket. Az egész társadalom mindinkább két nagy ellenséges táborra szakad, két nagy, egymással homlokegyenest szembenálló osztályra: burzsoáziára és proletariátusra.”

– Karl Marx – Friedrich Engels 

A továbbiakban egy rövid történeti áttekintés keretében kifejti a burzsoázia kialakulásának folyamatát. A jobbágyi eredetű középkori városok polgárságából „fejlődtek ki a burzsoázia első elemei”. A nagy földrajzi felfedezések, a gyarmatosítás gyors ütemben bővítette a kereskedelmet, létrehozta a világpiacot, melynek óriási szükségletei a termelés és a közlekedés technikai és szervezeti fejlesztését vonta maga után. A gyors ipari és kereskedelmi haladás a burzsoázia fejlődését is jelentette, mely mint feltörekvő osztály egyre inkább háttérbe szorította a középkor felbomló hűbéri osztályait. Ezt a társadalmi fejlődést a politikai haladás kísérte: a burzsoázia elnyomott rendből előbb felfegyverzett, önkormányzati társulás a kommunában, az abszolút monarchiában a nemesség ellensúlya, majd végül a modern képviseleti államban megszerzi a kizárólagos politikai hatalmat. A szerzők ezt a gondolatot a burzsoá állam definíciójával zárják:

„A modern államhatalom nem más, mint az egész burzsoáosztály közös ügyeit igazgató bizottság.”

– Karl Marx – Friedrich Engels 

A fenti „provokatív” idézetet elemezve Lamb részletesen cáfolta, hogy a Kiáltvány szerzői az uralkodó burzsoáziát egy monolitikus, osztatlan tömbként kezelték volna, s számos példával szemlélteti ennek az ellenkezőjét. Marx és Engels mindazonáltal hangsúlyozza a burzsoázia forradalmi szerepét, a történelmi fejlődésben betöltött haladó jellegét, szembeállítva a prekapitalista uralkodó osztályokkal, melyek a termelési viszonyok változatlan fenntartásában voltak érdekeltek, tehát a burzsoáziával ellentétben konzervatív szerepet játszottak. Az olvasó számára zavarba ejtő az a látszólagos ellentmondás, hogy a kapitalizmus közismerten legnagyobb kritikusai közé tartozó szerzők elismeréssel adóznak a tőkés termelőerők által létrehozott anyagi és társadalmi fejlődésnek, azonban ez is egy bizonyítéka a Kiáltványon végig vonuló dialektikus módszernek, mely érzékelteti a társadalmi fejlődés ellentmondásos jellegét.

„A burzsoázia, ahol uralomra jutott, szétrombolt minden hűbéri, patriarchális, idillikus viszonyt. Könyörtelenül széttépte a tarkabarka hűbéri kötelékeket, melyek az embert természetes feljebbvalójához fűzték, s nem hagyott meg más köteléket ember és ember között, mint a meztelen érdeket, az érzés nélküli „készpénzfizetést”. A jámbor rajongás, a lovagi lelkesedés, a nyárspolgári érzelgősség szent borzongását az önző számítás jeges vizébe fojtotta. A személyi méltóságot csereértékké oldotta fel, és az oklevelekben biztosított, nehezen szerzett számtalan szabadság helyébe az egy lelkiismeretlen kereskedelmi szabadságot iktatta. Egyszóval, a vallási és politikai illúziókba burkolt kizsákmányolás helyébe a nyílt, szemérmetlen, közvetlen, sivár kizsákmányolást állította.
[...] Csak a burzsoázia mutatta meg, mit tud az emberi tevékenység létrehozni. Különb csodaműveket létesített, mint az egyiptomi piramisok, a római vízvezetékek és a gótikus katedrálisok, különb hadjáratokat vitt véghez, mint a népvándorlás és a kereszteshadjáratok.
A burzsoázia nem létezhet anélkül, hogy ne forradalmasítsa folyton a termelési szerszámokat, tehát a termelési viszonyokat, tehát az összes társadalmi viszonyokat. Ezzel szemben minden korábbi ipari osztály első létfeltétele a régi termelési mód változatlan fenntartása volt. A burzsoá korszakot minden előbbi korszaktól a termelés folytonos átalakítása, az összes társadalmi állapotok szakadatlan megrendítése, az örökös bizonytalanság és mozgás különbözteti meg. Az összes szilárd, berozsdásodott viszonyok, a nyomukban járó régtől tisztelt képzetekkel és nézetekkel együtt felbomlanak, az összes újonnan kialakuló viszonyok elavulnak, mielőtt még megcsontosodhatnának. Minden, ami rendi és állandó, elpárolog, mindent, ami szent, megszentségtelenítenek, és az emberek végre arra kényszerülnek, hogy józan szemmel vizsgálják léthelyzetüket, kölcsönös kapcsolataikat.”

– Karl Marx – Friedrich Engels 

A tőkés fejlődés fokozatosan megszüntette a termelési eszközök, a birtok és a népesség szétforgácsoltságát, ami maga után vonta a politikai centralizációt is.

„A burzsoázia alig százéves osztályuralma alatt tömegesebb és kolosszálisabb termelőerőket hozott létre, mint valamennyi letűnt nemzedék együttvéve. Természeti erők leigázása, gépi berendezés, a vegyészet alkalmazása iparban és földművelésben, gőzhajózás, vasutak, villamos távírók, egész világrészek megművelés alá vétele, folyók hajózhatóvá tétele, lábdobbantásra a földből előpattanó egész népességek – mely korábbi század sejthette, hogy a társadalmi munka méhében ilyen termelőerők szunnyadnak! ”

– Karl Marx – Friedrich Engels 

Ám a létrehozott hatalmas termelőerők egyre nagyobb konfliktusba kerülnek a tőkés termelési viszonyokkal, a magántulajdon intézményével. A periodikusan visszatérő kereskedelmi (túltermelési) válságok mutatják meg a legvilágosabban ezt a folyamatot, melyben megsemmisül nemcsak az előállított termékek, hanem a termelőerők nagy tömege is. A burzsoázia új piacok megszerzésével és a régiek hatékonyabb kiaknázásával próbál úrrá lenni a válságokon, de csak még hatalmasabb válságokat készít elő. Ugyanazok az eszközök, melyekkel a feudalizmust legyőzte, most a burzsoázia ellen fordulnak. A tőkés nagyipar megteremtette a modern munkásokat, a proletariátust, amely teljes mértékben a tőke zavartalan működésének függvénye. A proletariátus, mely munkaerejének eladásából él, ki van téve a tőkés piac ingadozásának. Ezért, amikor a periodikusan visszatérő tőkés válság beköszönt, nagy részük elveszti munkáját, s vele megélhetését. A munkás így állandó bizonytalanságban, a munkanélküliség fenyegetettségében él. A gépesítéssel, a munkamegosztással munkája elveszti önálló jellegét, egyhangúvá, kimerítővé válik. A munkás a gép puszta függelékévé válik, leegyszerűsödött munkája egyre kevesebb szakértelmet igényel. Ezzel párhuzamosan munkabére csökken, s tendenciaszerűen az életének fenntartásához szükséges minimális költségekhez közelít. A kizsákmányolás fokozása ezen túlmenően a munkaidő meghosszabbítása, a munkamennyiség növelése és a gépek gyorsabb járatása révén is megvalósul. A munkások kizsákmányolásának vázolása után a proletariátus létszáma növekedésének forrásait veszik számba a szerzők. A társadalom középosztályait alkotó kisiparosok, kiskereskedők, járadékosok, kézművesek deklasszálódnak, vagyis a proletariátusba süllyednek, mert tőkéjük nem elég ahhoz, hogy nagytőkéssé váljanak, illetve a nagytőke konkurenciájával nem tudnak versenyezni, de ehhez járul még az is, hogy szakmai tudásukat az új termelési módszerek fokozatosan elértéktelenítik.
Ezután a szerzők áttérnek a proletariátus fejlődésének és harcának leírására, amely kezdetben ösztönös, csupán közvetlen célok elérésére irányul. A helyi és elszórt jellegű küzdelmet fokozatosan felváltja az egyre nagyobb területi egységeket átfogó harc. Az ipar fejlődése nemcsak a proletariátus számbeli növekedését, hanem egyre nagyobb tömegekbe, nagyüzemekbe, ipari övezetekbe való koncentrációját vonja maga után. A proletariátus mindinkább érzi saját erejét, osztályhelyzetének fokozatos változását osztálytudatának fejlődése kíséri. A munkások egyesüléseket, szakszervezeteket alakítanak érdekeik megvédelmezésére, s a helyi jellegű harcok – a közlekedés fejlődése, mindenekelőtt a vasutak elterjedése révén – nemzeti méretű harccá, osztályharccá alakulnak. A szakszervezeti harc, a gazdasági küzdelem azonban csak egy lépcsőfoka az osztályfejlődésnek. Ezen a ponton a szerzők egy igen fontos definitív megállapítást tesznek az osztályharc általános jellegét illetően, mely szerint: „[…] minden osztályharc politikai harc.” E törvényszerűségből adódó következtetés, hogy az osztályszerveződés nélkülözhetetlen eleme a proletariátus politikai pártjának megszerveződése, melynek útja ellentmondásokon keresztül halad. Ilyen ellentmondás például a munkások egymás közötti konkurenciája, amely számtalanszor az egyesülés ellen ható tényező, illetve az, hogy a haladó burzsoázia az arisztokrácia és a reakciós burzsoá csoportok elleni harcban igénybe veszi a munkásság támogatását, s ezáltal bevonja a politikai küzdelmekbe, amivel elősegíti a proletariátus osztálytudatának fejlődését. Ezen ellentmondások sorát gyarapítja az is, amikor az uralkodó osztályon belüli bomlási folyamat következtében, annak egyes felvilágosultabb csoportjai, köztük befolyásos ideológusok átállnak a proletariátus oldalára. A szerzők arra a végkövetkeztetésre jutnak, hogy az egyetlen valóban forradalmi osztály a proletariátus, mindamellett számba veszik a konzervatív, reakciós osztályokat (kisiparosok, kiskereskedők, kézművesek, birtokos parasztok), nem hagyva figyelmen kívül a lumpenproletariátust sem.
A fejezet végén a szerzők kiemelik a proletariátus osztályharcának néhány fontos sajátosságát és ezen osztály történelmi küldetését: a hatalom meghódítását, a magántulajdonon alapuló tőkés termelési mód megszüntetését.

„Minden eddigi osztály, amely az uralmat meghódította, a már megszerzett életpozícióját úgy igyekezett biztosítani, hogy az egész társadalmat alávetette az ő szerzési feltételeinek. A proletárok csak úgy hódíthatják meg a társadalmi termelőerőket, hogy megszüntetik a maguk eddigi elsajátítási módját és ezzel az egész eddigi elsajátítási módot. A proletároknak nincs semmi sajátjuk, amit biztosítaniok kellene, – nekik le kell rombolniok minden eddigi magánbiztonságot és magánbiztosítékot.
Minden eddigi mozgalom kisebbségek mozgalma vagy kisebbségek érdekében folytatott mozgalom volt. A proletármozgalom az óriási többség önálló mozgalma az óriási többség érdekében. A proletariátus, a mai társadalom legalsóbb rétege, nem emelkedhet fel, nem egyenesedhet ki anélkül, hogy levegőbe ne röpítse a hivatalos társadalmat alkotó rétegek fölötte emelkedő egész felépítményét. […]
A proletariátus fejlődésének legáltalánosabb szakaszait felvázolva, a fennálló társadalmon belül dúló többé vagy kevésbé burkolt polgárháborút követtük nyomon addig a pontig, amelyen nyílt forradalomban tör ki, és a proletariátus a burzsoázia erőszakos megdöntése útján megalapítja uralmát.”

– Karl Marx – Friedrich Engels 

Legvégül a szerzők megállapították, hogy a tőkés kizsákmányolás következtében a proletariátus egyre nagyobb rétegei szegényednek el, pauperizálódnak, rabszolgalétbe süllyednek, s ez az egyik legfőbb hajtóereje a forradalmi harcnak. A burzsoázia uralkodásra képtelen osztállyá válik, mert uralma még a minimális életfeltételeket sem tudja biztosítani az általa elnyomott munkásosztály számára.

„A burzsoáosztály létének és uralmának leglényegesebb feltétele a gazdagságnak magánosok kezében való felhalmozódása, a tőke képződése és gyarapodása; a tőke feltétele a bérmunka. A bérmunka kizárólag a munkások egymás közötti konkurrenciáján nyugszik. Az ipar haladása, amelynek az akarat nélküli és ellenállásra képtelen hordozója a burzsoázia, a munkásoknak a konkurencia okozta elszigetelődése helyébe a munkásoknak a társulás révén létrejövő forradalmi egyesülését állítja. A nagyipar fejlődésével tehát kicsúszik a burzsoázia lába alól maga a talaj, amelyen termel és a termékeket elsajátítja. Mindenekelőtt saját sírásóját termeli. Pusztulása és a proletariátus győzelme egyaránt elkerülhetetlen.”

– Karl Marx – Friedrich Engels 

### II. Proletárok és kommunisták
Ebben a fejezetben a szerzők a kommunizmus sajátosságait, illetve képviselőinek, a kommunistáknak a jellemzőit gyűjtik össze. „Milyen viszonyban állanak a kommunisták a proletárokkal általában?” – teszik fel a kérdést. Válaszukban kinyilvánítják, hogy „a kommunisták nem külön párt a többi munkáspárttal szemben”, s nincsenek a proletariátus egészétől eltérő érdekeik. Nincsenek szektás elveik, melyeket a proletármozgalomra kívánnak erőltetni. A kommunisták csak abban különböznek a többi proletárpárttól, hogy mindig az összmozgalom érdekeit képviselik, nemzetiségtől függetlenül. A kommunisták a munkáspártok között a leghaladóbb és legradikálisabb irányvonalat képviselik, míg az elmélet terén a legkövetkezetesebbek. Céljuk ugyanaz, mint a többi munkáspárté, „a proletariátus osztállyá alakítása, a burzsoá uralom megdöntése, a politikai hatalom meghódítása a proletariátus által.” A tulajdonviszonyok a történelem során számos átalakuláson mentek keresztül, folytatják a szerzők, a korábbi tulajdonviszonyok eltörlése nem kizárólag a kommunizmus sajátossága. A kommunizmus megkülönböztető jellemzője nem általában a tulajdon megszüntetése, hanem a polgári tulajdon eltörlése, a magántulajdon megszüntetése. Ezek után visszautasítják azokat a vádakat, melyek azt vetik a kommunisták szemére, hogy a „munkával keresett, szerzett, megszolgált tulajdont” kívánják eltörölni. A kispolgári tulajdont nem kell eltörölni, mert azt az ipar fejlődése fokozatosan megszünteti. Majd leleplezik a vádakban rejlő demagógiát, azt a hamis vélekedést a burzsoázia részéről, hogy a proletariátus bérmunkája által termelt értéktöbbletből származó tőkét a saját fáradságos munkájának tüntesse fel:

„De teremt-e a bérmunka, a proletár munkája a proletárnak tulajdont? Semmi esetre. A bérmunka a tőkét teremti meg, vagyis azt a tulajdont, amely a bérmunkát kizsákmányolja, amely csak azzal a feltétellel gyarapodhat, hogy új bérmunkát hoz létre, hogy azt újra kizsákmányolja. A tulajdon mai alakjában a tőke és a bérmunka ellentétében mozog. Vegyük szemügyre ennek az ellentétnek mindkét oldalát. Tőkésnek lenni nemcsak tisztán személyi, hanem társadalmi helyzet elfoglalását is jelenti a termelésben. A tőke közösségi termék és csak a társadalom sok tagjának együttes tevékenységével, sőt végeredményben csak valamennyi tagjának együttes tevékenységével hozható mozgásba.
A tőke tehát nem személyi, hanem társadalmi tulajdon.
Ha tehát a tőkét közösségi tulajdonná változtatjuk át, amely a társadalom valamennyi tagjáé, akkor nem személyi tulajdon változik át társadalmivá. Csupán a társadalmi jellege változik meg a tulajdonnak. A tulajdon elveszti osztályjellegét.
A bérmunka átlagos ára a munkabér minimuma, azaz azoknak a létfenntartási eszközöknek az összege, melyek szükségesek ahhoz, hogy a munkást mint munkást életben tartsák. Amit tehát a bérmunkás a maga tevékenységével elsajátít, az pusztán arra elég, hogy csupasz életét újratermelje. Mi semmi esetre sem akarjuk eltörölni a közvetlen élet újratermelésére szolgáló munkatermékeknek ezt a személyi elsajátítását, azt az elsajátítást, amely nem tesz lehetővé idegen munka fölött hatalmat adó többletet. Mi csak ennek az elsajátításnak nyomorúságos jellegét akarjuk megszüntetni, amikor a munkás csak azért él, hogy a tőkét gyarapítsa, csak annyiban él, amennyiben az uralkodó osztály érdeke megkívánja.
A polgári társadalomban az eleven munka csak eszköz a felhalmozott munka gyarapítására. A kommunista társadalomban a felhalmozott munka csak eszköz a munkások életfolyamatának kibővítésére, gazdagítására, előmozdítására.”

– Karl Marx – Friedrich Engels 

A szerzők kigúnyolják a burzsoázia azon ideológiai törekvését, hogy saját osztálya szabadságjogait azonosítsa az általános szabadságjogokkal.

„Rémüldöztök, hogy mi meg akarjuk szüntetni a magántulajdont. De fennálló társadalmatokban a társadalom tagjainak kilenctized részére nézve megszűnt a magántulajdon; a magántulajdon éppen azáltal létezik, hogy a társadalom kilenctized részére nézve nem létezik. Azt vetitek tehát szemünkre, hogy olyan tulajdont akarunk megszüntetni, amelynek szükségszerű előfeltétele, hogy a társadalom óriási többségének nincs tulajdona.
Egyszóval azt vetitek szemünkre, hogy a ti tulajdonotokat akarjuk megszüntetni. Valóban, ezt akarjuk.
Attól a pillanattól kezdve, hogy a munka nem változtatható át tőkévé, pénzzé, földjáradékká, egyszóval monopolizálható társadalmi hatalommá, azaz attól a pillanattól, hogy a személyi tulajdon nem csaphat át polgári tulajdonba, attól a pillanattól kezdve szerintetek megszűnt a személyiség.
Beismeritek tehát, hogy személyiségen senki mást nem értettek, mint a burzsoát, a polgári tulajdonost. És ezt a személyiséget csakugyan meg kell szüntetni.
A kommunizmus senkitől sem veszi el azt a hatalmat, hogy társadalmi termékeket elsajátítson, csupán azt a hatalmat veszi el, hogy ezen elsajátítás révén idegen munkát leigázzon.”

– Karl Marx – Friedrich Engels 

Visszautasítják a család megszüntetésének vádját is. Állításuk szerint a polgári család alapja a magántőke, s kifejlett formájában csak a burzsoázia számára létezik, amelyet kiegészít a proletár szükségszerű családtalansága és a prostitúció. A tőke megszüntetése természetesen mindezek eltűnését is maga után vonja. Szatirikus formában „beismerik azt a bűntényt”, hogy a kommunisták el akarják törölni azt, hogy a szülők munkába küldik gyermekeiket, miáltal a családi viszonyok is kizsákmányolóvá válnak. Ebben a kontextusban a szülők és gyermekek közti meghitt viszonyok hangoztatása csupán visszataszító polgári szólam. Rávilágítanak, hogy a társadalmi nevelés (iskola, óvoda stb.) nem kommunista találmány, ők legfeljebb átalakítják e nevelés jellegét, kiveszik azt az uralkodó osztály befolyása alól.
Ezek után kigúnyolják a „nőközösség” bevezetésének vádját. Állításuk szerint a burzsoá szexuálisan kizsákmányolja feleségét, proletárjai feleségét, azok leányait, s nem elégszik meg a rendelkezésére álló hivatalos prostitúcióval, ráadásul még burzsoá társa feleségét is elcsábítja. A polgári házasság így egyfajta képmutatóan elleplezett feleségközösség. Ez a nőközösség, vagyis a tőkés termelési viszonyokból következő hivatalos és nem hivatalos prostitúció a termelési viszonyok megváltozásával el fog tűnni.
Egy további vád a kommunisták ellen, hogy el akarják törölni a hazát, a nemzetiséget, amire szintén maró gúnnyal válaszolnak: „A munkásoknak nincs hazájuk. Nem lehet tőlük elvenni azt, amijük nincs.” A proletariátus elsődleges feladata, hogy önmagát „nemzetté”, a nemzet vezető osztályává szervezze, ennek tartalma azonban alapvetően különbözik a burzsoá nemzet fogalmától. A népek nemzeti elkülönülése a tőkés fejlődés, a szabadkereskedelem, a világpiac következményeképpen fokozatosan megszűnik. A proletariátus uralma pedig még inkább meggyorsítja ezt a folyamatot. Ezzel kapcsolatban Lamb és Löwy egybehangzóan megjegyzik, hogy a 21. század szemszögéből visszatekintve erre az előrejelzésre, az idő eddig egyáltalán nem igazolta a szerzők várakozásait. Ezen a ponton Marx és Engels egy olyan törvényszerűséget fogalmaznak meg, miszerint a nemzeteken belüli osztályellentétek megszűnésének arányában a nemzetek közötti kizsákmányolás és ellenséges magatartás is eltűnik.
Bár a szerzők nem szándékoznak részletesen tárgyalni a kommunizmus elleni vallási, filozófiai, ideológiai ellenvetéseket, a történelmi materializmus lényegére vonatkozó néhány fontos megállapítást tesznek. Eszerint a mindenkori társadalmi tudat változása követi a mindenkori társadalmi lét változását, ami azt bizonyítja, hogy a társadalmi lét, a társadalmi termelés elsődleges, meghatározó szerepet játszik a társadalmi tudattal szemben. Ennek megfelel, hogy: „Valamely kor uralkodó eszméi mindenkor csak az uralkodó osztály eszméi voltak.” Nem elsődlegesen és önmagukban az új eszmék forradalmasítják a társadalmakat, hanem a felbomló régi életviszonyok, illetve a velük szinkronban felbomló régi eszmék lehetővé teszik a régi társadalom mélyén kialakult új eszmék felszabadulását. Az úgynevezett örök igazságok látszólagosak, ami annak a következménye, hogy az azonos lényegű osztálytársadalmakat egyfajta közös formákban mozgó társadalmi tudat jellemzi. Amint azonban az osztályellentétek eltűnnek, velük együtt tűnnek el a nekik megfelelő társadalmi tudatformák (vallás, erkölcs, tudomány, művészet, filozófia, politika, jog) is.
A fejezet végén a forradalom legfontosabb feladatait vázolják fel a proletariátus számára. Mint rámutatnak: „[…] a munkásforradalom első lépése a proletariátus uralkodó osztállyá emelése, a demokrácia kivívása.” Marx és Engels fontosnak tartotta a tényleges demokrácia megteremtését és lehetségesnek vélte a hatalom megszerzését parlamentáris eszközökkel Angliában, Hollandiában és az Egyesült Államokban. Ezt alátámasztja Engelsnek A kommunizmus alapelvei című munkája, melyet a Kiáltvány egyfajta vázlatának tekintenek. Ebben Engels leszögezi, hogy a forradalom első lépése egy demokratikus alkotmány létrehozása lesz, amely megalapozza a proletariátus politikai uralmát. Ezt a politikai uralmat pedig arra használja fel, hogy fokozatosan társadalmasítson minden magántőkét, s az immáron társadalmasított termelést a lehető leggyorsabban növelje. Ez kezdetben a polgári tulajdonjogba és termelési viszonyokba való elkerülhetetlenül szükséges „zsarnoki beavatkozások útján” történhet, de országonként különbözőek lesz.
A fejezet a kommunizmus lényegére vonatkozó néhány általános meghatározással zárul:

„Amikor majd a fejlődés folyamán az osztálykülönbségek eltűntek, és minden termelés a társult egyének kezében összpontosult, akkor a közhatalom elveszti politikai jellegét. A politikai hatalom, voltaképpeni értelmében, valamely osztálynak egy más osztály elnyomására szolgáló szervezett hatalma. Ha a proletariátus a burzsoázia elleni harcában szükségszerűen osztállyá egyesül, forradalom útján uralkodó osztállyá teszi magát, és mint uralkodó osztály a régi termelési viszonyokat erőszakkal megszünteti, akkor e termelési viszonyokkal együtt megszünteti az osztályellentétnek, egyáltalában az osztályoknak a létfeltételeit, és ezzel sajátmagának mint osztálynak az uralmát is.
A régi polgári társadalom s a vele járó osztályok és osztályellentétek helyébe olyan társulás lép, amelyben minden egyes ember szabad fejlődése az összesség szabad fejlődésének feltétele.”

– Karl Marx – Friedrich Engels 

### III. Szocialista és kommunista irodalom
Ez a fejezet számba veszi a különféle szocialista és kommunista irányzatokat, s kíméletlen kritikát gyakorol fölöttük. Az első csoportba a „reakciós szocializmus” névvel illetett ideológiákat sorolja, azokat, melyeknek haladásellenessége a legnyilvánvalóbb.

#### 1. A reakciós szocializmus
A feudális szocializmus a francia és angol arisztokrácia körében született meg, miután elvesztették hatalmukat, s erőtlen támadásuk a burzsoázia ellen egy letűnt korszak visszahozatala iránti szándékukat tükrözi. Fő kritikájuk a burzsoázia ellen az, hogy a polgári rendszer hozza létre a proletariátust, mely az egész régi társadalmi rendet meg fogja szüntetni.

„A politikai gyakorlatban ezért részt vesznek a munkásosztály ellen irányuló minden erőszakos intézkedésben, a köznapi életben pedig nem tartják méltóságukon alulinak, hogy hangzatos szólamaik ellenére aranyalmákat szüreteljenek és a hűséget, szeretetet, becsületet a gyapjú-, cukorrépa- és pálinka-kalmárkodással cseréljék fel.”

– Karl Marx – Friedrich Engels 

Ide sorolja még az ún. papi szocializmust vagy szent szocializmust, amely az 1872-es és az azt követő kiadásokban a keresztény szocializmus elnevezést viselte.
A reakciós szocializmusok következő kategóriája a kispolgári szocializmus. Társadalmi bázisa a középkorból örökölt polgári rend és kisparaszti rend, melyek eredetileg a modern burzsoázia előfutárai voltak, s helyzetük a fejletlenebb országokban a tengődés, stagnálás a felemelkedő burzsoázia mellett. Ezzel szemben a fejlettebb országokban egy új kispolgári osztály képződik, mely a proletariátus és a burzsoázia között lebeg, s szüntelen bizonytalanság jellemzi, mivel a konkurencia következtében tagjai tömegesen deklasszálódnak és beolvadnak a proletariátus soraiba. Legfontosabb ideológiai képviselőjük Sismondi. A kispolgári szocializmus a kapitalizmus bírálatával pozitív szerepet játszott, ámde szándéka a történelem kerekének visszaforgatására „reakciós és utópikus egyszerre”. „Céhrendszer az iparban és patriarchális gazdálkodás a falun, ebben merül ki minden tudománya.” – írják a Kiáltvány szerzői.
Végül a reakciós szocializmusok utolsó típusát, a német vagy az „igazi” szocializmust teszik kritikai elemzésük tárgyává. Megállapítják, hogy ez az irányzat a sokkal fejlettebb társadalmi bázison létrejött francia szocializmus üres filozófiai spekulációvá torzított másolata, mely elvesztette minden gyakorlati jelentőségét, forradalmi politikai arculatát. Társadalmi bázisát tekintve a felbomlóban lévő német feudális rendi kispolgárság érdekeinek ideológiai kifejeződése. Az „igazi” szocializmus egyfelől támadja a feltörekvő burzsoázia ideológiáját, a liberalizmust, a képviseleti államot, a polgári konkurenciát, a polgári sajtószabadságot, a polgári jogot, a polgári szabadságot és egyenlőséget, igyekszik visszatartani a néptömegeket a polgári mozgalomban való részvételtől, másfelől támadja a kommunizmus szerinte „nyersen destruktív” irányzatát, arra való hivatkozással, hogy fölötte áll minden osztályharcnak. A reakciós szocializmusok egy már meghaladott történelmi állapothoz való visszatérés hívei, s mint ilyenek a történelmi fejlődés gátjai.

#### 2. A konzervatív vagy burzsoá szocializmus
A burzsoá szocializmus ideológiai irányzata tényleges reformokat szeretne, hogy a fennálló polgári társadalmi rendet megtartsa. Egyik legbefolyásosabb gondolkodójuk Pierre-Joseph Proudhon, akinek bírálatát Marx A filozófia nyomorúsága című könyvében már részletesen kifejtette. Ez az irányzat arra törekszik, hogy a proletariátust visszatartsa a politikai harctól, a forradalmi megmozdulásoktól. Ennek érdekében azt hangsúlyozza, hogy csakis a gazdasági viszonyok megváltoztatását kell elérni „adminisztratív javítgatások” formájában, de a tőkés rendszer lényegét érintetlenül hagyja.

#### 3. Az utópista szocializmus és kommunizmus
A fejezet legvégén az utópista szocialisták, Saint-Simon, Charles Fourier és Robert Owen kritikája kerül sorra. A rendszeralkotó utópisták a proletariátus és a burzsoázia közötti osztályharc fejletlen időszakában kerülnek előtérbe. Az utópisták látják az osztályellentéteket, de nem tulajdonítanak önálló történelemformáló szerepet a proletariátusnak. A proletariátus számukra csak egy passzív, szenvedő osztály. A társadalmi tevékenység helyébe saját konstruált rendszereiket, szervezeti formáikat teszik, a történelmi jövő számukra csak saját tervezeteik propagandáját és realizálást jelenti. Úgy vélik, fölötte állnak minden osztályellentétnek, mivel a társadalom minden tagjának sorsán javítani kívánnak, ezért a társadalom egészéhez, de legfőképp az uralkodó osztályhoz szólnak. Azt gondolják, a racionális belátás elegendő, hogy tervezeteik valóra váljanak. Minden politikai cselekvést elleneznek, pusztán társadalmi kísérleteiktől várják az új társadalom beköszöntét. A Kiáltvány szerzői ugyanakkor megállapítják, hogy az utópisták alapjaiban bírálják a kapitalista társadalmat, amivel fontos szerepet játszanak a munkások felvilágosításában, és hozzáteszik, hogy jelentőségük fordított arányban van a történelmi fejlődéssel, annak előrehaladásával egyre reakciósabbakká válnak.

„Amilyen mértékben fejlődik és alakul az osztályharc, ugyanolyan mértékben veszti el ez az osztályharcon való képzeletbeli felülemelkedés, az osztályharcnak ez a képzeletben való leküzdése minden gyakorlati értékét, minden elméleti jogosultságát. Ezért ha e rendszerek megalapítói sok tekintetben forradalmiak voltak is, tanítványaik mindenkor reakciós szektákat alkotnak. A proletariátus további történelmi fejlődésével szemben ragaszkodnak a mesterek régi nézeteihez. Ezért következetesen azon igyekeznek, hogy az osztályharc újból eltompuljon és az ellentétek kiegyenlítődjenek. Még mindig álmodoznak társadalmi utópiáik kísérleti megvalósításáról, különálló falanszterek alakításáról, home-kolóniák alapításáról, kis Ikária felállításáról – az új Jeruzsálem zsebkiadásáról –, és mindezeknek a légváraknak felépítéséhez a polgári szívek és pénzeszsákok emberszeretetére kell apellálniok. Lassacskán az előbb jellemzett reakciós vagy konzervatív szocialisták kategóriájába süllyednek és már csak abban különböznek tőlük, hogy pedantériájuk rendszeresebb, s hogy fanatikus, babonás hittel bíznak társadalmi tudományuk csodahatásaiban.
Ezért elkeseredetten szembeszállnak a munkások minden politikai mozgalmával, mert azok csakis az új evangéliumban nem bízó vak hitetlenségből fakadhatnak.”

– Karl Marx – Friedrich Engels 

### IV. A kommunisták viszonya a különböző ellenzéki pártokhoz
A kiáltvány záró fejezete röviden kitér a kommunista mozgalomnak a haladó szerepet játszó korabeli politikai pártokhoz való viszonyára Franciaországban, Svájcban, Lengyelországban és Németországban. A kommunisták a munkásosztály legöntudatosabb részét alkotják, s miközben támogatják ezen ellenzéki pártokat a konzervatív és a radikális burzsoázia, illetve az abszolút monarchia ellen, mindig szem előtt tartják, hogy a kommunista társadalom megvalósítására vonatkozó távlati céljaik messze túlmutatnak a fennálló politikai helyzeten, így támogatásuk sohasem feltétel nélküli, hanem kritikai támogatás. Marx és Engels felhívja a figyelmet a polgári forradalom küszöbén álló Németországra, amelyben az angol és francia polgári forradalmakkal összehasonlítva sokkal fejlettebb általános feltételek között, és fejlettebb proletariátussal megy végbe a változás, így az egy proletárforradalom közvetlen előjátéka lehet. A fejezet végén hangsúlyozzák, hogy a kommunisták támogatnak minden forradalmi mozgalmat, amely a fennálló társadalmi és politikai viszonyokkal szembefordul, illetve azt, hogy a tulajdon kérdését a mozgalom alapvető kérdésének tekintik, majd emlékeztetnek arra, hogy a kommunisták a világ demokratikus pártjainak szövetkezésében érdekeltek. Legvégül a Kiáltvány híres utolsó bekezdése, és a mű lezárásaként a kommunista mozgalom összefogásra felszólító, közismert jelmondata áll:

„A kommunisták nem titkolják nézeteiket és szándékaikat. Nyíltan kijelentik, hogy céljaik csakis minden eddigi társadalmi rend erőszakos megdöntésével érhetők el. Reszkessenek az uralkodó osztályok egy kommunista forradalomtól. A proletárok e forradalomban csak láncaikat veszíthetik. Cserébe egy egész világot nyerhetnek.
Világ proletárjai, egyesüljetek!”

– Karl Marx – Friedrich Engels 

## Előszók

### Előszó az 1872-es német kiadáshoz
A szerzőket igen váratlanul érte a hirtelen jött németországi kiadás, ezért a sietség miatt csak a leglényegesebb gondolatokat érintik. Az eltelt negyedszázad alatt a kapitalizmus óriási fejlődésen ment keresztül, ami a Kiáltványt új kontextusba helyezi:

„Bármennyire megváltoztak is a viszonyok az utóbbi huszonöt esztendő alatt, az ebben a »Kiáltvány«-ban kifejtett általános alapelvek nagyjában és egészében még ma is teljesen helyesek. Egyes részletek itt-ott javítandók lennének. Ezen alapelvek gyakorlati alkalmazása, jelenti ki maga a »Kiáltvány«, mindenütt és mindenkor a történelmileg meglevő körülményektől fog függni, és ezért egyáltalában nem helyezünk különös súlyt a II. fejezet végén javasolt forradalmi rendszabályokra. Ez a passzus ma sok tekintetben másképp hangzanék. Tekintettel a nagyiparnak az utóbbi 25 esztendőben tett óriási továbbfejlődésére és a munkásosztálynak ezzel együtt továbbhaladó pártszervezettségére, az először a februári forradalomból, majd, még sokkal inkább, A Párizsi Kommünből adódó gyakorlati tapasztalatokra – amikor a proletariátus első ízben volt két hónapon át a politikai hatalom birtokában –, ma ez a program helyenként elavult. Nevezetesen a Kommün bebizonyította, hogy »a munkásosztály nem veheti egyszerűen birtokába a kész államgépezetet, hogy azt saját céljaira működésbe hozza«.”

– Karl Marx – Friedrich Engels

A burzsoá államgépezet szétzúzásának követelménye – melyre fontossága miatt a szerzők hivatkoznak –, fordulópontot jelentett a marxizmus államelméletének történetében, és az egyik legtöbbet idézett hellyé, illetve az egyik legtöbbet vitatott gondolattá vált az idők során.

### Előszó az 1882-es orosz kiadáshoz[* 7]
A szerzők bevezetésként megjegyzik, hogy a Kiáltvány Mihail Bakunyin által fordított, első orosz kiadása (1869) óta hatalmasat változott a világ. Abban az időben ez csak egy irodalmi kuriózumnak számított, míg 1882-ben valódi aktualitással bír. Az 1860-as években mind Oroszország, mind az Egyesült Államok a fennálló európai rend támaszai voltak, mivel nyersanyagokkal látták el a nyugat-európai tőkés gazdaságokat és egyúttal ipari termékeik felvevőpiacai voltak. Ezzel szemben az Egyesült Államokban a nagy arányú bevándorlás nyújtotta tömeges munkaerő, a szinte korlátlanul rendelkezésre álló földterületek művelésbe vétele hozzájárult egy hatalmas méretű mezőgazdaság létrejöttéhez, mely termékeivel konkurensként lépett fel az európai piacon, ami megrengette a fennálló földtulajdoni struktúrát. Ráadásul az ipari fejlődés is roppant méreteket öltött, ami rövid időn belül meg fogja törni Nyugat-Európa, s főként Anglia egyeduralmát. Ezzel párhuzamosan jelentős tőkekoncentráció megy végbe, melyet a proletariátus számszerű növekedése, és ipari területeken való összpontosulása kísér.
Oroszországban is óriási változások történtek. Míg az 1848–49-es forradalmak idején Oroszország az európai reakció legerősebb bástyájának számított, addig 1882-re „Oroszország az európai forradalmi akció élcsapata”. Majd egy érdekes problémafelvetés következik. Oroszországban a földtulajdon döntő része a parasztok közös birtokában van. Mi lesz az ősrégi, közösségi paraszti földtulajdon, az obscsina sorsa? Felbomlik és a törvényszerű kapitalista magántulajdon irányában fejlődik, vagy közvetlenül átmegy a magasabb rendű, kommunista tulajdonformába? A Kiáltvány szerzői szerint, ha az orosz forradalom hatására egy nyugati proletárforradalom tör ki, s a kettő egymást kiegészíti, az orosz közösségi földtulajdon kiindulási alap lehet egy kommunista fejlődés felé.

### Előszó az 1883-as német kiadáshoz
Ebben a Marx halála után után íródott, egészen rövid előszóban Engels fontosnak tartotta leszögezni, hogy a Kiáltványon végigvonuló alapeszme „egyedül és kizárólag Marxé”:

„A Kiáltványon végighúzódó alapgondolat: hogy a gazdasági termelés és minden történelmi korszaknak ebből szükségszerűen folyó társadalmi tagozódása az alapja e korszak politikai és szellemi történetének; hogy ennek megfelelően (a föld ősrégi közös birtoklásának felbomlása óta) az egész történelem osztályharcok története volt, kizsákmányolt és kizsákmányoló, elnyomott és elnyomó osztályok között a társadalmi fejlődés különböző fokain folytatott harcok története; hogy ez a harc azonban most olyan fokot ért el, amelyen  a kizsákmányolt és elnyomott osztály (a proletariátus) már csak úgy szabadíthatja fel magát az őt kizsákmányoló és elnyomó osztály (a burzsoázia) alól, ha egyidejűleg az egész társadalmat mindenkorra megszabadítja a kizsákmányolástól, az elnyomástól és az osztályharcoktól – ez az alapgondolat egyedül és kizárólag Marxé.”

– Friedrich Engels 

### Előszó az 1888-as angol kiadáshoz
Engels áttekinti az első megjelenéstől eltelt történelmi időszakot, s benne a Kiáltvány kiadástörténetét. Ezek alatt az évtizedek alatt a munkásmozgalom nagy utat tett meg, melynek legfontosabb állomásai az 1848. júniusi felkelés Párizsban, az I. Internacionálé és a párizsi kommün voltak. Megállapítja, hogy a Kiáltvány ekkorra a szocialista irodalom legelterjedtebb, legnemzetközibb termékévé, közös programjává vált. Engels ebben az előszóban is hangsúlyozza, hogy a Kiáltvány leglényegesebb alapgondolata Marxé:

„Bár a „Kiáltvány” kettőnk közös munkája, kötelességemnek tartom megállapítani, hogy alapgondolata, mely az egésznek magva, Marxé. Ez a gondolat a következő: hogy minden történelmi korszakban az uralkodó gazdasági termelési és cseremód és az ebből szükségszerűen folyó társadalmi szervezet az az alap, amelyre e korszak politikai és szellemi története épült és amelyből ez egyedül megmagyarázható; hogy következésképpen az emberiség egész története (a földet közös tulajdonban birtokló kezdetleges nemzetségi társadalom felbomlása óta) osztályharcok története volt, kizsákmányoló és kizsákmányolt, uralkodó és elnyomott osztályok küzdelmeié; hogy ezeknek az osztályharcoknak története a fejlődés során most olyan fokot ért el, amelyen a kizsákmányolt és elnyomott osztály – a proletariátus – csak úgy érheti el felszabadulását a kizsákmányoló és uralkodó osztály – a burzsoázia – járma alól, ha egyidejűleg az egész társadalmat egyszer s mindenkorra megszabadítja minden kizsákmányolástól és elnyomástól, osztálykülönbségektől és osztályharctól.
Ehhez a gondolathoz, amely véleményem szerint arra van hivatva, hogy a történelemtudományban ugyanolyan haladásnak legyen az alapja, mint aminőnek Darwin elmélete volt a természettudományban – ehhez a gondolathoz mindketten már több esztendővel 1845 előtt fokozatosan közeledtünk. Hogy mennyire haladtam ebben az irányban előre, legjobban mutatja A munkásosztály helyzete Angliában című munkám. Mikor azonban 1845 tavaszán Brüsszelben ismét találkoztam Marxszal, ő már teljesen kidolgozta ezt a gondolatot és majdnem olyan világos szavakkal tárta elém, mint amelyekkel azt itt összefoglaltam.”

– Friedrich Engels 

Majd hosszan idézi az 1872-es német kiadás előszavában írottakat, mely szerint bár a Kiáltvány helyenként, egyes részleteiben – különösen a II. fejezet végén javasolt forradalmi rendszabályok, a III. és IV. fejezetek – elavult, az alapelvek semmit nem vesztettek helyességükből, időtállónak bizonyultak. Végül közli, hogy az angol fordítás Samuel Moore munkája, amit Engels is átnézett és jóváhagyott.

### Előszó az 1893-as olasz kiadáshoz
Engels rövid történelmi visszatekintést tesz az 1848-as forradalmakra, kiemelve a berlini és a milánói forradalmak jelentőségét, melyeknek egyik legfőbb következménye volt az olasz és német nemzeti egység megteremtése, a nemzeti függetlenségük kivívása. Megállapítja, hogy a forradalom minden országban a munkásosztály műve volt, de csak a párizsi munkások törekedtek a burzsoázia uralmának megdöntésére. Mindazonáltal sem a gazdasági haladás, sem a tömegek osztálytudatának fejlettsége nem érte el azt a fokot, amely megnyitotta volna az utat egy győztes proletárforradalom számára, így a forradalom eredményeit a burzsoázia használta ki. A többi országban – Olaszországban, Németországban, Ausztriában, Magyarországon – pedig a munkások legfőbb tette, hogy a burzsoáziát hatalomra juttatták. A burzsoázia uralma azonban nem lehetséges nemzeti függetlenség nélkül, így tehát ez a kérdés került Olaszországban, Németországban, Magyarországon a középpontba, s „Lengyelországé is sorra fog kerülni” – írja Engels. Ezek a forradalmak bár csupán polgári forradalmak voltak, de előkészítették a társadalmi feltételeit a későbbi szocialista forradalom bekövetkezésének. A tőkés fejlődés mindenhol megteremtette a nagyipari proletariátust, mely ezen forradalom végrehajtója lesz.

## Kiadásai, hatástörténete

### A „történelmi feledés homálya”

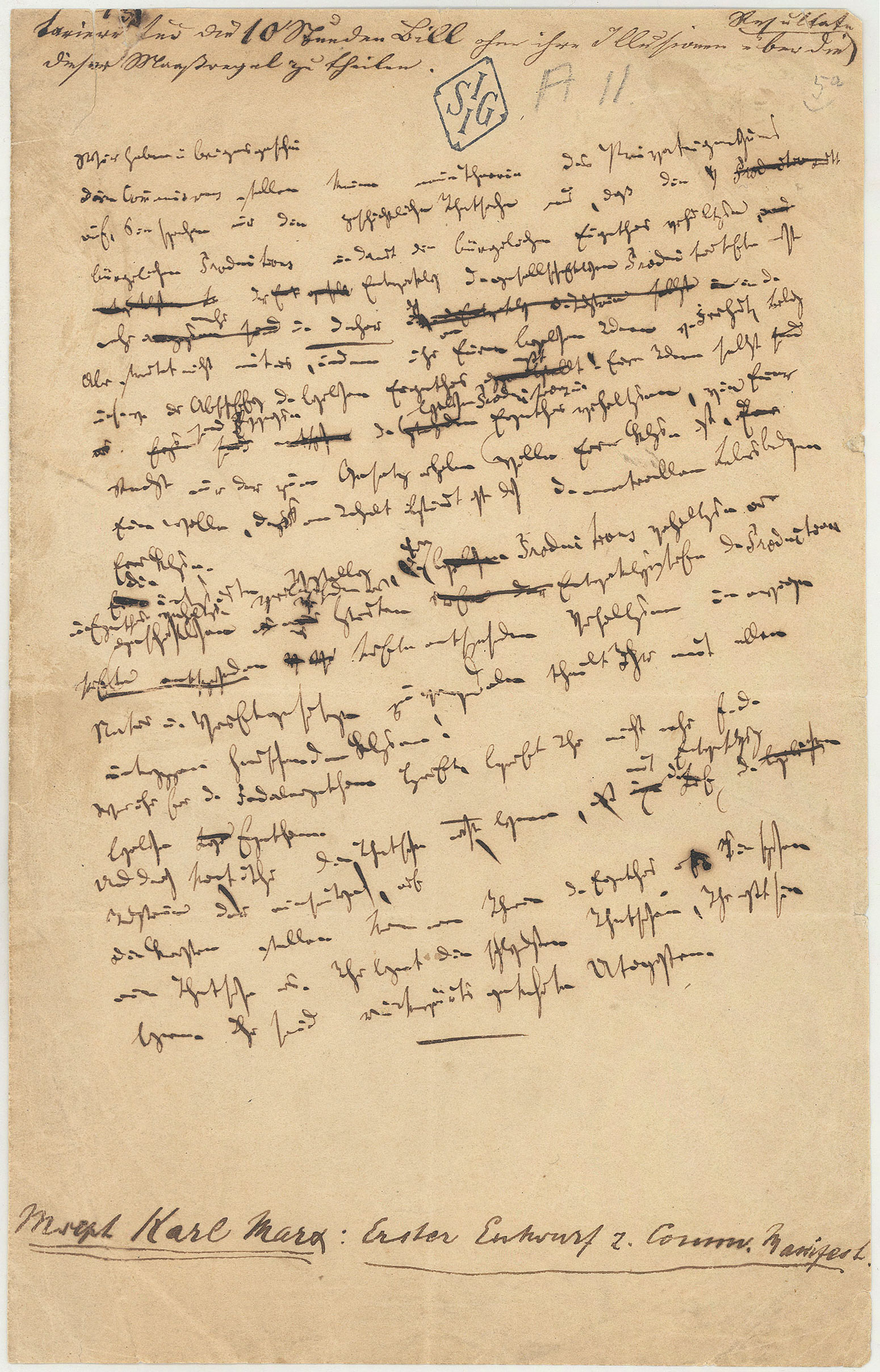
A Kommunista kiáltvány egyetlen (kézzel írott) fönnmaradt lapja

A Kiáltvány első, német nyelvű, 23 oldal terjedelmű kiadása 1848 februárjának végén került kinyomtatásra a J. E. Burghard-féle Munkás Művelődési Társaság (Bildungs-Gesellchhaft für Arbeiter) [másik ismert nevén] (Communistischer Arbeiterbildungsverein) nyomdájában Londonban, a Liverpool Street 46. szám alatt. Márciustól júliusig folytatásokban újra publikálták az emigráns német demokraták lapjában, a Deutsche Londoner Zeitungban. Ugyanebben az évben újra megjelent Burghardnál az első kiadás hibáinak korrigálásával, 30 oldal terjedelemben, és ez szolgált a későbbi kiadások alapjául. Egyik 1848-as kiadás sem tüntette fel a szerzők nevét. 1848-ban megjelent még egy nem teljes svéd fordítás, amely szöveghűség tekintetében is sok kívánnivalót hagyott maga után, például a fordító a híres Világ proletárjai, egyesüljetek! jelmondatot A nép szava, Isten szava! mondattal helyettesítette. A kiáltvány eredeti, 1848-as német nyelvű bevezetője azzal zárult, hogy a művet majd angol, francia, német, olasz, flamand és dán nyelven is hamarosan közreadják, de valójában a fordításokra várni kellett.
Az első angol fordítást egy skót chartista, feminista újságíró és filozófus, Helen Macfarlane készítette, s George Julian Harney hetilapja, a Red Republican hasábjain jelent meg 1850 novemberében négy folytatásos részben. Marx és Engels neve a Kiáltvány szerzőiként először itt tűnt fel egy lábjegyzetben, melyet – a szerzőkkel jó barátságot ápoló – Harney írt. Egy kisebb német kiadás megjelent még Londonban, valószínűleg 1864-ben, és egy másik kis kiadás Berlinben, 1866-ban, mely minden bizonnyal a mű első németországi publikálása volt. Az első francia nyelvű kiadásra 1872-ben került sor, a New York-i „La Socialiste”-ban. Téves a szerzőknek az 1872-es német kiadás, illetve Engelsnek az 1888-as angol kiadás előszavában írt állítása, hogy „rövid idővel az 1848-as júniusi felkelés előtt” Párizsban megjelent volna franciául.
Mindezek a kiadások teljesen visszhangtalanok maradtak, s semmilyen jelentékeny hatást nem fejtettek ki. A Kommunista kiáltványt hosszú évekig a látszólagos feledés homálya borította, szerzőik sem nagyon hivatkoztak rá. A változás az 1860-as évek második felében kezdődött, amikor az I. Internacionálé megalakulása nyomán Marx nemzetközi hírnévre tett szert, majd ez felerősödött a párizsi kommün védelmére írt, A polgárháború Franciaországban című cikke után. Marxra ekkortól, mint veszélyes felforgatóra tekintettek az európai kormányok. Amikor 1872 márciusában a német szociáldemokrata vezetőket, Wilhelm Liebknechtet, August Bebelt and Adolf Hepnert hazaárulás vádjával perbe fogták, a Kiáltvány váratlanul óriási publicitást nyert, mivel szövege bekerült a vádiratba, s ezáltal a bírósági jegyzőkönyvekbe. Hivatkozván arra, hogy a szöveg a bírósági eljárás részét képezi, lehetőséget adott a szociáldemokratáknak, hogy legálisan, nagy példányszámban kinyomathassák. Az 1872-es új német kiadás, melyhez a szerzők külön előszót írtak, szimbolikus határkő a Kiáltvány történetében, melyet az is szemléltet, hogy 1871 és 1873 között legalább kilenc különböző kiadásban, hat különböző nyelven jelent meg.

### Felívelő pályafutása

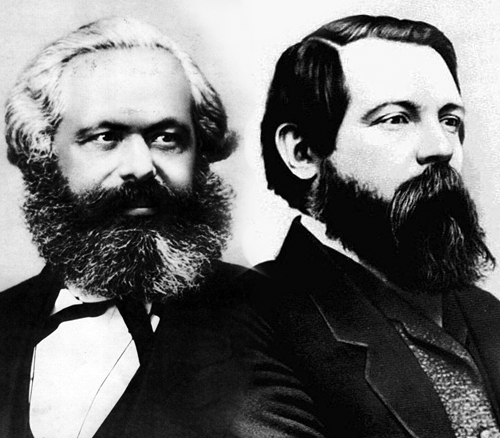
Marx és Engels

A következő mintegy negyven évben a Kiáltvány meghódította a világot, ami a megélénkülő munkásmozgalomnak, a gyors fejlődésen keresztül menő szociáldemokrata és munkáspártoknak, illetve azokban az 1880-as évektől a marxizmus folyamatos térnyerésének volt köszönhető. Az 1917-es orosz forradalomig több mint harminc nyelven, százas nagyságrendű kiadása jelent meg világszerte, köztük három japán és egy kínai nyelven. Leggyorsabb terjedésére Európa középső övezetében került sor Franciaországtól Oroszországig. Orosz nyelven 70 alkalommal publikálták, amihez még hozzájön az Orosz Birodalom többi nyelvein történő 35 kiadás: 11 lengyel, 7 jiddis, 6 finn, 5 ukrán, 4 grúz, 2 örmény. Német nyelven 55, továbbá 9 magyar, 8 cseh, 3 horvát, egy-egy szlovák és szlovén, 34 angol – beleértve az Egyesült Államokat is –, 26 francia, 11 olasz kiadás került napvilágra. Dél-európai térhódítása észrevehetően kisebb volt, mindössze 6 spanyol – Latin-Amerikát is beleszámítva –, s egy portugál, illetve 7 bolgár, 4 szerb, 4 román és egy ladino megjelenés valósult meg. Észak-európai terjedése szintén mérsékeltebb volt, 6 dán, 5 svéd és 2 norvég kiadással.
Az egyenlőtlen földrajzi elterjedés nemcsak a szocialista mozgalom, s azon belül a marxizmus egyenlőtlen térhódítására reflektál, hanem arra a tényezőre is felhívja a figyelmet, hogy nem volt szoros megfelelés a szociáldemokrata és munkáspártok mérete és ereje, illetve a Kiáltvány elterjedése között. A több százezer taggal, és szavazók millióival bíró Németország Szociáldemokrata Pártja (SPD) 1905-ig kiadásonként csupán 2000–3000 példányt nyomatott ki belőle. Míg a párt 1891-es erfurti programjának példányszáma elérte a 120 000 -et, addig a Kiáltvány 1895 és 1905 között aránytalanul kevés, mindössze 16 000 példányban került az olvasókhoz. Ezzel szemben a 70 orosz nyelvű kiadás csak egy néhány ezer fős illegális párttagságot képviselt, s ugyanígy a 34 angol nyelvű kiadás is csak egy a munkás- és szocialista pártok balszárnyát alkotó, kicsiny angolszász marxista „szektát” reprezentált.
Az 1917-es októberi orosz forradalom után a helyzet a kommunista pártok esetében gyökeresen megváltozott. A II. Internacionálé tömegpártjaitól eltérően, a Kommunista Internacionálé pártjai elvárták tagjaiktól, hogy a marxista elmélet alapvető vonatkozásaival tisztában legyenek. Az SPD-től eltérően, ahol a tényleges politikai döntéshozók és a teoretikusok elkülönültek egymástól, az orosz bolsevik szociáldemokraták, majd kommunisták vezetői, élükön Leninnel, alapos elméleti tudással rendelkeztek, amit a gyakorlatban is igyekeztek alkalmazni. Ennek következtében a II. Internacionálé pártjaival összehasonlítva, a Marx- és Engels-szövegek publikálása és terjesztése sokkal fontosabb szerepet játszott a mozgalomban. A Kiáltvány ebből az új helyzetből több módon profitált. A terjesztése jelentősen megnőtt, különösen a Szovjetunióban. De például 1932-ben az amerikai és a brit kommunista pártok hivatalos kiadói is megvalósítottak egy százezres nagyságrendű, olcsó verziót, amely minden bizonnyal minden idők legnagyobb angol nyelvű kinyomtatását jelentette. Azáltal, hogy a Kiáltvány közvetlenül kapcsolódott az aktuális politikához, hogy egy nagyobb állam hivatalosan képviselte a marxista ideológiát, politikai olvasata és pozíciója megerősödött, aminek következtében bekerült az egyetemek tanítási programjába. A második világháború után, a Szovjetunió nemzetközi szerepének, befolyási övezetének megnövekedésével, a nyugat-európai kommunista pártok megerősödésével 1948-ra, a Kiáltvány centenáriumának évére, már nem csupán kommunista vagy marxista kötődésű, hanem polgári kiadók is, neves akadémikusok bevezetésével, nagy példányszámban publikálták. Ekkortól többé már nem pusztán egy klasszikus marxista dokumentum volt, hanem külön jelző nélküli politikai klasszikussá vált.

### A kiáltvány elfogadásának története
A Kommunista Kiáltvány korát messze megelőző munka, ami a globalizált kapitalizmus és a munkásosztály küzdelmeinek látomásával előre mutatott és a „népek tavaszán”, az 1848. február–márciusi forradalmak idején keletkezett forrásértékű mű. Megjelenésekor azonban a kommunisták belső körein kívül nem váltott ki igazából nagy visszhangot és a kor forradalmi mozgalmaira semmilyen hatást nem gyakorolt.
Felívelése és jelentősebb hatása az I. Internacionálé és a Párizsi Kommün után kezdődött és az 1917-es októberi orosz forradalom hozta meg az igazi ismertségét. Aktualitása aztán 1989. decemberében teljesen okafogyott lett, amikor Máltán Bush és Gorbacsov fogadalmat tett és "A hidegháború december 3-án délután 12 óra 45 perckor véget ért". Azóta is vannak azonban időszakok, mikor úgymond van igény e mű újra értelmezésére, például ilyen volt a 2008-ban kirobbant gazdasági világválság.
A 21. századra a vezető baloldali gondolkodó Göran Therborn mondta ki Marxról, hogy mint politikus és ezzel együtt az ő öröksége, így a Kommunista kiáltvány is régen halott és emiatt nincs hatással a jövőre. Tamás Gáspár Miklós úgy vélekedett, hogy meg se kellett volna ezt írni, hiszen teljesen ellentmondásban van a marxista korpusszal.

## Magyarul
Első magyar nyelvű kiadása 1896-ban jelent meg – sorrendben a 11. fordítási nyelvként – a „Vass József mintaantikvárium és könyvkereskedés” kiadásában, 2000 példányban. Sajtó alá rendezte Bokányi Dezső és Pfeifer Sándor, a Magyarországi Szociáldemokrata Párt két közismert vezetője. Mivel a címlapon is az ő nevük szerepelt, a rövid előszót pedig csupán a „fordító” aláírás zárta, ezért a köztudatba tévesen a könyv fordítóiként vonultak be. Czóbel Ernő a következőképpen ír erről a Kommunista kiáltvány megjelenésének 100. évfordulójára írt tanulmányában:

„Bokányitól tudom, hogy a fordító Krejcsi Rezső volt, a Budapesti Kereskedelmi és Iparkamara későbbi főtitkára, aktív tisztviselője s szintén egyike azoknak a régi magyar marxista intellektueleknek, akik […] akkor a Szociáldemokrata Párt egyes vezetőinek az elméleti önképzésben a segítségére voltak. A „Kiáltvány”-t Krejcsi Rezső Bokányi és Pfeifer kérésére fordította le, a fordítást együtt megtárgyalták, együtt húzták alá a dőlt betűvel szedendő főbb tételeket s Bokányi volt az, aki ragaszkodott ahhoz, hogy a „Kiáltvány” jelmondatát, csatakiáltását, ne szószerint fordítsák: „Minden ország proletárjai, egyesüljetek!” (Proletarier aller Länder…), hanem abban a harsányabb formában, amelyet magyar fül már el sem tud képzelni másként: „Világ proletárjai, egyesüljetek!””

– Czóbel Ernő 

Az első fordítás, több más nyelvhez hasonlóan elég gyengére sikeredett. Ezt a csorbát a Szabó Ervin által szerkesztett, Marx és Engels válogatott műveinek első kötetében megjelent, 1906-os második kiadás köszörülte ki, Politzer Zsigmond és Fia kiadásában. Szabados Sándor fordítása „mind stílus, mind pedig hűség tekintetében kielégítőnek mondható” – írta róla Czóbel.
A harmadik magyar fordítás Kunfi Zsigmond munkája, amely „Ipolyi Tamás” álnév alatt jelent meg a Radó Antal-féle „Magyar Könyvtár” 555. számú füzeteként, 1913-ban. Kunfi a fordításon túl egy történeti és elméleti bevezetőt is írt a mű elé. Czóbel kritikusan megjegyzi: „Ez a stílus tekintetében színvonalas fordítás hűség és szabatosság tekintetében határozott visszaesést jelent a Szabadoséval szemben” – s véleményét konkrét példákkal is szemlélteti.
1918-ban két újabb kiadás is napvilágot látott, az egyik Moszkvában, Kun Béla fordításában, a másik pedig az őszirózsás forradalom után, a szociáldemokrata párt publikálásában. A Magyarországi Tanácsköztársaság alatt elkészült egy nagyalakú díszkiadása, de forgalomba már nem került, a fehérterror idején összes példányát elégették. 1920-ban Moszkvában és Bécsben, 1923-ban Berlinben jelent meg egy-egy magyar nyelvű kiadás. A Horthy-rendszer alatt legalább egy illegálisan, szteklográffal sokszorosított kiadás készült.
1945 és 1948 között összesen négy kiadás került ki a nyomdákból. Ebből 1946-ban a Magyar Kommunista Párt jelentette meg „A Marxizmus-Leninizmus Kis Könyvtára” sorozat 7–8. számában, két 10 ezres példányszámú nyomásban. Fordítását Rudas László készítette, mely kijavította a Szabados-féle fordítás gyengéit. Ebben a kiadásban jelenik meg először Marx és Engels összes – szám szerint hét – korábbi kiadásokhoz írt előszava. Függelékében helyet kapott Engels „A Kommunisták Szövetségének történetéhez” című, forrásértékű cikke, továbbá a Kommunisták Szövetségének két alapszabály verziója.
1948 után a Kiáltvány több tucatnyi magyar nyelvű kiadást megért, összpéldányszáma százezres nagyságrendű volt. Mindezek közül kiemelkedik a Karl Marx és Friedrich Engels Művei (MEM) 4. kötetében, 1959-ben megjelent, a korabeli legmagasabb tudományos, filológiai, könyvészeti standardoknak megfelelő publikáció.

### Korábbi magyar nyelvű kiadásai
- Marx–Engels: A kommunisták kiáltványa; sajtó alá rend. Bokányi Dezső, Pfeifer Sándor, ford. Krejcsi Rezső; rövidített kiad.; Minta-Antiquarium, Budapest, 1896
- A kommunista kiáltvány. Marxtól és Engelstől; in: Marx és Engels válogatott művei, 1–2.; szerk., bev., jegyz. Szabó Ervin, életrajzok Garami Ernő, ford. Szabados Sándor; Népszava, Budapest, 1905–1909
- Marx: A kommunista kiáltvány; ford., bev. Kunfi Zsigmond (Ipolyi Tamás álnév alatt); Lampel, Budapest, 1910 (Magyar könyvtár, 555.)
- A kommunista kiáltvány. Marx Károly és Engels Frigyes bevezetéseivel és Kautsky Károly előszavával; ford. Szabados Sándor; Népszava, Budapest, 1918 (Munkáskönyvtár)
- Marx Károly–Engels Frigyes: Kommunista kiáltvány; ford. Kun Béla; Moszkva, 1918, OK(b)P Magyar Csoportja (Kommunista könyvtár, 4.)[80]
- Marx–Engels: Kommunista kiáltvány; ford. Kun Béla; Külföldi Munkások és Földmívesek Kommunista szervezete Országos Bizottsága, hely és év nélkül [feltehetőleg Moszkva, 1919][81]
- Marx Károly–Engels Frigyes: Kommunista kiáltvány; ford. Kun Béla; Moszkva, 1920, OK(b)P Magyar Csoportja (Kommunista könyvtár) 2. kiadás[82]
- A kommunista kiáltvány; ford. Szabados Sándor, ford. Hajdu Pál, bev. David Rjazanov; Vereinigung internationaler Verlags-Anstalten, Berlin, 1923 (Munka és tudás könyvtára)
- A Kommunista kiáltvány; ford. R. Rudas László; Szikra, Bp., 1946 (A marxizmus-leninizmus kis könyvtára)
- A Kommunista Kiáltvány. Marx és Engels valamennyi előszavával / Engels: A kommunisták szövetsége alapszabályai; ford. Rudas László további: Szikra, Bp., 1948 (A marxizmus-leninizmus kis könyvtára)
- Kommunista kiáltvány; ford. Rudas László, bev. Nemes Dezső; Szakszervezeti Tanács, Bp., 1948
- A Kommunista Párt kiáltványa. A Kommunista Párt kiáltványa valamennyi előszavával; sajtó alá rend. a marxizmus-leninizmus klasszikusainak szerkesztősége; 6. bőv. kiad.; Kossuth, Bp., 1973 (A marxizmus-leninizmus klasszikusainak kiskönyvtára)
- A Kommunista Párt kiáltványa; szerbhorvát nyelvből ford. Pap György, bev. Veljko Korac; Mladost, Beográd, 1974 (A marxizmus kiskönyvtára)
- A Kommunista Párt kiáltványa; utószó Domonkos Anna; 58. kiad.; Kossuth, Bp., 1986 (Források)

### Újabb magyar nyelvű kiadásai
- Marx–Engels: Kommunista kiáltvány; előszó A. J. P. Taylor, ford. Nagy György; Scolar, Bp., 1998
- Slavoj Žižek: Kommunista kiáltvány megkésett aktualitása; ford. Reich Vilmos / A Kommunista kiáltvány; ford. Rudas László; Európa, Bp., 2019

## Aktualitása
Michael Löwy arra kereste a választ 150 év távlatából, hogy mi a maradandó a Kiáltványban. Szerinte azon a széles körben ismert tényen túl, hogy néhány évtized elteltével már a mű szerzői is elavultnak tekintettek néhány részt, a jelen évszázad által megkívánt kritikai felülvizsgálat fényében az idejétmúlt részek tovább szaporodtak. Mindezek ellenére a szöveg magva, szelleme nem vesztette el erejét és vitalitását. Sok szempontból a Kiáltvány nem csupán naprakész, de ma relevánsabb, igazabb, mint első megjelenésekor. Erre mindenekelőtt a tőkés globalizáció és uralom ábrázolását hozza fel példaként. A tőke uralma a világ fölött teljesebb, osztatlanabb, korlátlanabb a 20. század végén, mint bármikor korábban. A nemzetközi banktőke és a multinacionális vállalatok még sohasem vonták ki magukat ennyire az államok és népek ellenőrzése alól. Minden korábbinál jobban behálózzák a Földet az olyan nemzetközi szervezetek, mint a Nemzetközi Valutaalap, Világbank, Kereskedelmi Világszervezet, alávetve az emberi életet a kapitalista szabadpiac és profitelv szigorú uralmának. Végül – folytatja Löwy – az emberi élet szférái, mint a társadalmi kapcsolatok, kultúra, művészet, politika, szexualitás, egészség, oktatás, sport, pihenés a korábbi korszakokban nem álltak ennyire a tőke korlátlan uralma alatt, mint jelenleg.
Löwy szerint a Kiáltvány nézőpontja túlságosan eurocentrikus, a népek felosztása civilizáltakra, félbarbárokra és barbárokra, illetve a gyarmatosítás nem elég kritikus kezelése meglehetősen problematikus, bár hozzáteszi, hogy Marx későbbi műveiben India és Kína nyugati gyarmatosítását sokkal több bírálattal szemléli. Továbbá a Kiáltvány túlzott dicsérettel illeti a termelőerők korlátlan fejlesztését, „a természeti erők leigázását”, a tőkés fejlődés ökológiai korlátai még nem jelennek meg a műben. Erre Marx későbbi munkáiban, főleg a Tőkében több figyelmet fordít, különösen a termőföld kimerülésének kérdésére. Löwy felhívja a figyelmet, hogy a Kiáltvány „fatalista optimizmusa” folytán a progresszivista ideológia foglya, mivel a burzsoázia hanyatlását és a proletariátus győzelmét elkerülhetetlennek tekinti. E szemlélet következménye, hogy nincs hely a szubjektív oldalnak, a forradalmi tudatnak, szervezetnek és kezdeményezésnek. Löwy ugyanakkor megjegyzi, hogy Marx és Engels elvetette a történelem bármiféle lineáris szemléletét, hozzáteszi, hogy a Kiáltvány nem pusztán a tőke világuralmának diagnózisa, hanem elsősorban egy nyomatékos felhívás ezen uralom elleni nemzetközi harcra. A szerzők tisztában voltak vele, hogy a kapitalizmus legyőzése csak a proletariátus és szövetségesei világtörténelmi harcának lehet a következménye. Így a Világ proletárjai, egyesüljetek! jelmondat a Kiáltvány kétségtelenül legfontosabb mondata, mely az elmúlt 150 év során a munkásmozgalom erkölcsi és stratégiai kategorikus imperatívuszává vált.
A Kiáltvány szerzői abban a tekintetben látnokoknak bizonyultak – állítja a leghatározottabban Löwy –, hogy bár 1848-ban még csupán a lakosság töredékét tette ki a proletariátus létszáma, mára a világ népességének döntő hányada a tőke által kizsákmányolt bérmunkás, mely a legfontosabb erőt képezi az antikapitalista érdekcsoportok osztályharcában. Ez a világméretű osztályharc korunkban rendkívül szétforgácsolt, ezért a Kiáltvány máig ható, legidőszerűbb üzenete a proletár internacionalizmus követelménye, összegzi a mű aktualitását elemző írását Löwy
Jodi Dean szerint a Kiáltvány ma aktuálisabb mint bármikor korábban, s vezérfonalként használhatjuk. A kommunizmus szelleme kísért jelenleg az Egyesült Államokban az uralkodó osztály számára, mivel a kizsákmányolásmentes társadalom eszméje sohasem volt még ennyire népszerű, mint jelenleg. Dean szemléltetésként Barack Obama egyik beszédét hozza fel, melyben a mandátumának végéhez közeledő elnök a kommunistákat úgy állítja be, mint akik az „amerikai értékeket fenyegetik”, s a dzsihadistákkal és a fasisztákkal együtt említi őket. A 21. századi „kommunikatív kapitalizmusban” „a győztes mindent visz” jelleg mindinkább kidomborodik, az egyenlőtlenségek soha nem látott mértéket érnek el, az állami erőszak fokozódik. A tőkés rendnek a társadalommal való inkompatibilitása tagadhatatlan, mert képtelen kezelni a globális klímaváltozást. A globális felmelegedés sok millió ember proletarizálódásáért felelős, mivel megfosztja őket alapvető életfeltételeiktől, földjüktől, ivóvizüktől, lakóhelyüktől. A globális klímaváltozás elleni harc egyben a kommunizmusért vívott harc is. A Kiáltványt manapság gyakorlati útmutatóul használhatjuk ebben az osztályharcban. A társadalom alapvetően megosztott, a tőkés osztály virágzásának ára a mi nyomorúságunk, a számunkra előnyös változást pedig ki kell kényszerítenünk, amihez forradalmi erő szükséges – foglalja össze Dean.
Samir Amin szerint a Kiáltvány semmit sem vesztett időszerűségéből az elmúlt 170 év alatt, sőt: „Éppen manapság, a szöveg néhány teljes bekezdése jobban egyezik a valósággal mint 1848-ban. A történelem 170 éves fejlődése teljesen igazolta mind a premisszákat, melyek Marx és Engels korában még alig voltak láthatók, mind a szerzők által megrajzolt következtetéseket.” – vélekedik a világhírű tudós 2018-ban, egyik utolsó írásában. Egy sor példával szemlélteti a Kiáltvány időtállóságát, melyek közül kiemelhető az a tendencia, melyet Marx és Engels a tőkés társadalom két alapvető osztályára, a burzsoáziára és a proletariátusra szakadásként írt le. Korunkban ez a tendencia világosabban kirajzolódik, mint valaha. Ma a legfejlettebb centrumországok lakosságának csaknem teljes egésze kényszerül munkaereje eladására, s ezzel bérmunkás helyzetbe. A periféria országaiban a parasztság független termelői státusza felmorzsolódik, a kereskedelmi hálózatok uralma alá kerülnek mint alvállalkozók, de valódi helyzetük a bérmunkásokhoz teszi őket nagyon hasonlatosakká. A Kiáltvány által leírt pauperizálódási folyamat mai megjelenéséről pedig Amin a következőképpen ír: „[…] a kapitalizmus világrendszerének szintjén – az egyedüli szinten, mely a valóság elemzésének teljes látókörét adja – ez a pauperizáció jelentősen jobban láthatóbb és valóságosabb mint Marx elképzelte. Mindazonáltal ezzel párhuzamosan, a kapitalista erők sikeresen gyengítették az általános proletarizálódás által képviselt veszélyt, végrehajtva a munkásosztályok szisztematikus megosztását, mind országos, mind nemzetközi szinten.”
Eric Hobsbawm, az ismert, marxista csapásvonalon haladó történész annak a véleményének adott hangot, hogy Marx "a Kommunista Kiáltványban tökéletesen jelezte előre a globalizáció természetrajzát és hatásmechanizmusait".
Schmidt Mária szerint a kommunisták az Istenben hívőket üldözték, de maguk egyfajta vallást alapítottak, melynek volt bibliája A tőke és több szent szövegük is, ám a Kommunista kiáltvány maga volt a katekizmus. Papságot is létrehoztak, ez volt az élcsapat és mindezeknek új egyfajta vallási centruma lett Moszkva. A maguk alá hajtott embereknek csak egy választásuk lehetett követni az egy vezért és az egy pártot. Ezt a tömegek nem feltétlen örömmel vették, és ezért csak korlátlan terrorral lehetett létrehozni ezt az uralmi formát, ami végül 1989. december 1-jén Gorbacsov főtitkár bejelentésével: „Feladtuk azt az igényt, hogy mi birtokoljuk az igazság monopóliumát.” véget ért.
Göran Therborn véleménye Marxról, hogy nagyszerű szónok és sokrétű személyiség volt, de az idő múltával személyiségjegyei és munkásságának a megítélése is más megvilágítást kapott. A marxizmus öröksége így a kiáltvány is új megítélés alá került és azt is ki lehet jelenteni, Marx nem volt jelentős politikai vezető. Személye a mai napig politikai sugallatok forrása, de mint politikus és ezzel együtt az öröksége is régen halott. Azt írja „Mai jelentőségét illeti, az a benyomásom, hogy érik, majdnem úgy, mint egy jó sajt vagy egy jó évjáratú bor – ami persze nem alkalmas dionüszoszi murikra vagy arra, hogy gyorsan felhörpintsék a frontvonalon. Műve inkább inspiráló társ a modernitás és az emberi emancipáció jelentéseit feltáró mély gondolatokhoz.”
Tamás Gáspár Miklós a marxizmust elemezve tévedésnek és sajnálatos munkának nevezte a kiáltványt. Véleményét így fejtette ki: „Marxnak az a sajnálatos műve, amelyet Kommunista kiáltványnak neveznek, tévedés a marxi korpuszon belül, éppen marxista szemmel nézve. Ugyanis azt mondja, hogy "minden társadalmi történet osztályharcok története", ám ez nem igaz marxista nézőpontból, mert az osztálytársadalmak előtt rendi-kasztos társadalmak voltak.”